# Game over

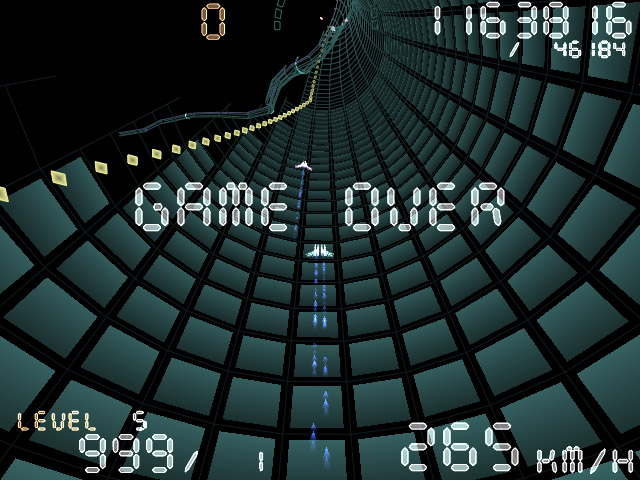
Экран «Game over» в игре Torus Trooper

Game over (game over в переводе с англ. — «игра окончена; конец игры») — стандартное обозначение проигрыша (в редких случаях выигрыша) в компьютерных играх. В русском языке употребляется в звучании оригинала, без перевода; иногда записывается по-русски в сленговом варианте «гамовер» или «геймовер».

## История
Употребление фразы «game over» вошло в обиход начиная с её применения для оповещения игрока о его проигрыше на игровых автоматах. Обычно на корпусе автомата была выполнена надпись «Game over», которая в конце игры подсвечивалась изнутри загорающейся лампочкой. По умолчанию лампочка также горела, делая надпись «Game over» активной, при отсутствии игры, что указывало на незанятость данного автомата (как бы подразумевая, что предыдущий игрок уже закончил на нём свою игру).
Позже идиома «Game over» стала также использоваться в аркадах и ранних приставочных играх. При проигрыше надпись «Game over» традиционно изображалась на экране, в любых доступных графических вариациях оформления. С развитием индустрии компьютерных и приставочных видеоигр применение самой фразы в её дословном виде вышло из употребления, так как для оповещения играющего о проигрыше стали использоваться другие выразительные средства. Впрочем, сам факт проигрыша в компьютерной игре называется именно словами «Game over».

## В современных играх
Game over — это запланированная часть процесса игры. Правила большинства игр с Game over непосредственно перед ним предусматривают неограниченное число повторных попыток пройти игровой эпизод, где игрок совершил ошибки, которые привели к Game over.
Game over как часть игрового процесса чаще всего предусмотрен в большинстве игр таких жанров, как 3D-шутер, RPG, квест, адвенчура, аркада, симулятор, стратегия, файтинг, и многие другие. Некоторые игры (в основном таких жанров, как пазл, головоломка, поиск предметов, симулятор свиданий и другие) могут не включать возможности Game over’а в свой игровой процесс, а в MMORPG-играх геймплей чаще всего спланирован таким образом, чтобы понятие «Game over» не было к ним применимо.
Иногда в играх применяется счётчик попыток пройти какой-либо игровой эпизод — в этом случае провал одной из серии таких попыток не является Game over’ом. Проигрыш в игры-состязания с компьютером (шахматы, шашки, карточные игры), как правило, также не классифицируется как Game over.
В противоположность распространённому варианту с бесконечной возможностью переигрывания эпизодов, существуют игры, для которых «Game over» означает полное завершение всей игры, с наличием возможности переиграть только с самого начала (пример такой реализации игрового процесса — приставочная игра The Way of Samurai, «Тетрис»).
Прохождение игры до конца не является Game over’ом, даже если получившаяся концовка заявлена как плохая, при наличии альтернативных вариантов развития сюжета.

## Примеры
Интерпретация Game over’а в игровом мире может быть любой в зависимости от игровых условий, невыполнение которых ведёт к проигрышу. Наиболее распространённые варианты:
- Смерть протагониста — наиболее характерный вариант для множества игр большинства жанров.
- Попадание протагониста в безвыходное положение: плен, тюрьма, сумасшествие и т. п. (примеры реализации: The Last Express, Fahrenheit, American McGee's Alice).
- Изгнание протагониста или отстранение его от дел (примеры реализации: серия квестов «Нэнси Дрю», симулятор F-15 Strike Eagle).
- Немотивированная агрессия протагониста по отношению к дружественным персонажам (примеры реализации: Half-Life, Clive Barker's Undying).
- Гибель или пленение врагами важной персоны, которую протагонист должен был защитить (примеры реализации: Ico, Clive Barker's Undying, Resident Evil 4).
- Потеря боеспособности всеми персонажами из отряда — характерен для большинства RPG.
- Потеря хотя бы одного персонажа из отряда (примеры реализации: Daikatana, Commandos: Behind Enemy Lines, Gorky 17).
- Потеря всех боевых единиц и возможности получать новые (для стратегий).
- Потеря транспортного средства (в гонках).
- Проигрыш в состязании (в файтингах).
- Также встречается такой вариант, когда игрок нарушает ход сюжета или, как описывается в игре, «временной ход». Так, в одном из моментов игры Half-Life: Opposing Force (дополнения к Half-Life) игрок пересекается с Гордоном Фрименом в момент его телепортации в Зен, и если попытаться убить его или проследовать за ним в портал, то игра окончится, а игрока обвинят в попытке изменить оригинальный ход сюжета.
- Обнаружение протагониста (чаще всего в стелс-играх, например Assassin's Creed).
- Надпись «Game over» в некоторых играх появляется, когда игрок не проиграл, а закончил игру (т. е. выиграл), пример тому — игра Arkanoid.